# Битва у пирамид
Битва у пирамид (фр. Bataille des Pyramides, араб. معركة إمبابة‎, битва у Имбабы) — крупное сражение, произошедшее 21 июля 1798 года между французской армией численностью 20 000 солдат и турецко-египетской армией численностью около 60 000 человек (в битве участвовала 21 000). Сражение закончилось решительной победой Франции и разгромом турецко-египетской армии.

## Предыстория
В июле 1798 года Наполеон после завоевания Александрии направился к Каиру. Французские войска встретили силы мамлюков в 15 километрах от пирамид Гизы, и в 6 километрах от Каира. Силами мамлюков командовали Мурад-бей и Ибрагим-бей.
Согласно Наполеону, правый фланг войска мамлюкских беев располагался в укреплённом лагере перед деревней Эмбаба (Эмбабех) и был составлен из 20 тысяч янычар, арабов и каирских ополченцев. Дополнительную защиту укреплённого лагеря обеспечивали 40 железных пушек на морских лафетах. Центр войска Мурад-бея включал в себя конный корпус из 12 тысяч мамлюков, ага, шейхов и прочих привилегированных лиц Египта. Каждый из этих всадников имел в своём распоряжении 3-4 пеших слуги — таким образом, всего в центре египетской позиции находилось 50 тысяч человек. Левый фланг Мурад-бея подступал к пирамидам и состоял из 8 тысяч арабов-бедуинов.
Редактор двух научных издательств (Columbia University Press и Stanford University Press) и лауреат Национальной книжной премии за лучшее нехудожественное произведение (1959) Жан Кристофер Херольд (1919—1964) в книге «Бонапарт в Египте» (англ. Bonaparte in Egypt, 1962) высказал мнение, что приведённые в мемуарах Наполеона данные о численности войска Мурад-бея являются непомерно завышенными. В частности, историк отмечает, что находившийся в центре египетской позиции конный корпус не мог состоять из 12 тысяч мамлюков, так как в 1798 году во всём Египте не было такого количества представителей этой военной касты. Согласно Херольду, не подлежит сомнению, что перед началом битвы у пирамид подавляющее численное превосходство было на стороне французской армии, а не наоборот. На деле же преимущество французов было ещё более значительным, поскольку боевая ценность находившихся под командованием Мурад-бея бедуинов и пехотинцев (за вычетом воинов регулярного османского войска из Албании) была фактически равна нулю. Кроме того, на стороне экспедиционной армии также было полное превосходство в тактике ведения боя, основанное на высоком уровне компетенции командного состава и воинской дисциплине.

Наполеон знал, что самые лучшие войска египтян — это конница мамлюков. Показав на пирамиды, он сказал войскам: 
Солдаты! Вы пришли в эти края, чтобы вырвать их из варварства, нести цивилизацию на восток. И спасти эту прекрасную часть света от ярма Англии. Мы собираемся вести бой. Думайте, что эти памятники с высоты сорока веков смотрят на вас.
В свою очередь, мамлюки были уверены в своей победе и полны решимости стереть французов с лица земли. На правом берегу Нила собралось множество жителей Каира всех возрастов, которые приготовились наблюдать за предстоящим сражением (среди этих людей было распространено мнение, что в случае поражения мамлюков и османов неверные обратят всех обитателей Каира в своих рабов).

## Ход битвы
Наполеон начал наступление на армию Мурада. Его армия была разделена на пять частей (каре), имевших вид полых квадратов с конницей и припасами в центре и артиллерией по углам.

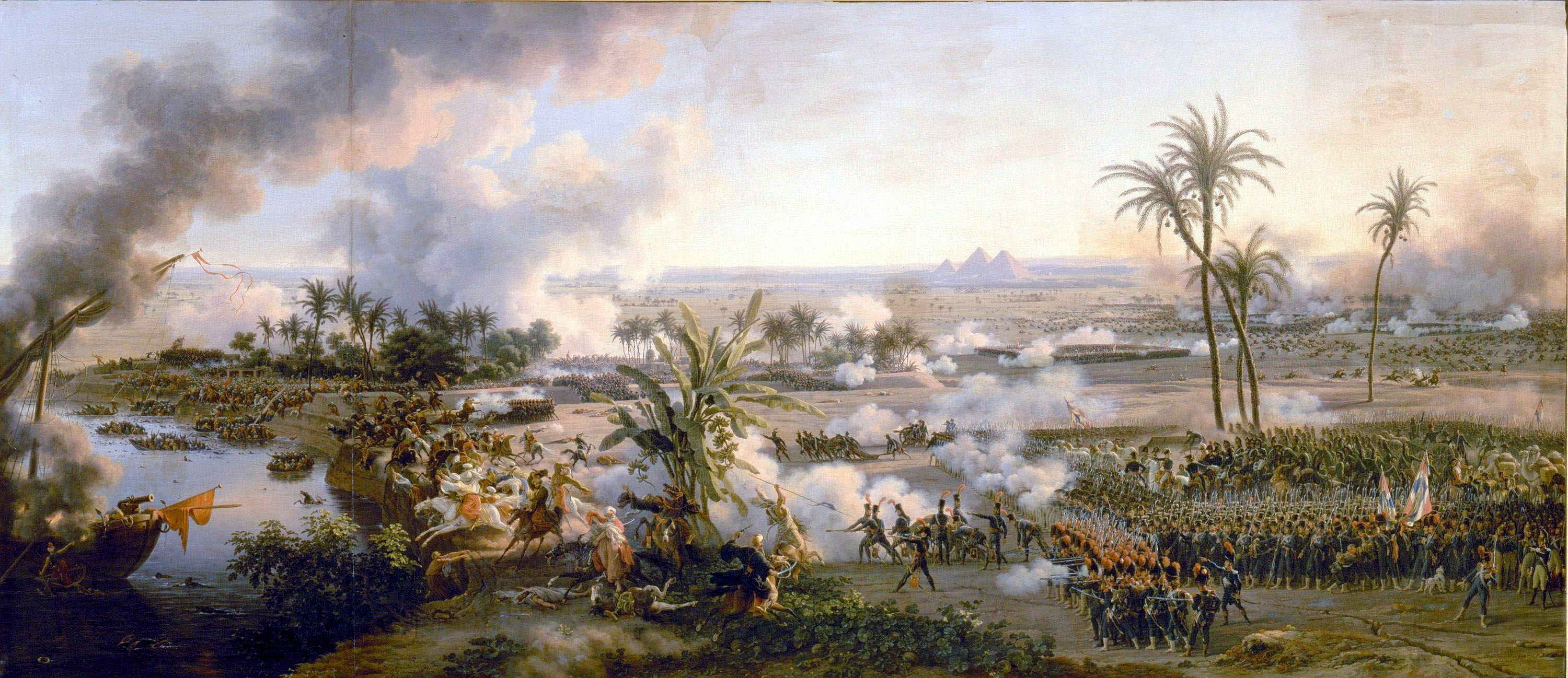
«Битва у пирамид»
(художник Луи-Франсуа Лежён, 1808)

Левый фланг французов был защищён Нилом. Мурад упёр свой фланг в Нил около деревни Эмбахех, который был хорошо укреплён и включал в себя пехоту и старую артиллерию (40 артиллерийских орудий). Его конница развертывалась на другом фланге, в пустыне. Ибрагим, во главе второй армии, беспомощно наблюдал за сражением с восточного берега Нила.
Приблизительно в 15:30 конница мамлюков пошла в атаку на французские позиции. Французы открыли огонь из мушкетов и артиллерии. Залпы французских каре производили большой урон в нестройных рядах атакующих, а те отдельные всадники, кому всё-таки удавалось прорваться к боевым построениям французов, гибли на штыках. В разгар боя отряд мамлюков, возглавляемый наиболее решительными беями, ринулся на каре генерала Луи Дезе и с огромными потерями прорвал боевой порядок французов, но пехотинцам Дезе удалось быстро окружить египетских всадников и заколоть их всех до единого штыками. Кавалерия мамлюков была разбита. Тем не менее она смогла организоваться и атаковать небольшой отряд французов, но и там она потерпела поражение. Три тысячи мамлюков вместе с Мурадом устремились в сторону Гизы, в то время как остальные всадники направились к укреплённому лагерю.
Тем временем около Нила французы начали контрнаступление на деревню Эмбахех силами дивизии генерала Бона. Ворвавшись в поселение, силы Наполеона разгромили гарнизон. В свою очередь, французский генерал Антуан-Гийом Рампон во главе двух батальонов пехоты занял ров и дамбу, располагавшиеся между селением Эмбахех и городом Гиза, перерезав таким образом сообщение между отрядом Мурада и прочими мамлюками. Солдатам Бона удалось отбить все атаки египетских воинов, находившихся в районе укреплённого лагеря, после чего последние спешно направились в сторону Гизы, надеясь соединиться с Мурадом, но этот путь оказался преграждён двумя батальонами Рампона и подошедшей дивизией Дезе. Египтяне оказались окружены. Многие пытались переплыть реку, но большей частью не смогли этого сделать. Мурад несколько раз пытался пробиться к селению Эмбахех, но все его действия были решительно пресечены французами. Ближе к ночи Мурад отступил, предварительно отдав распоряжение предать огню египетские суда. Осознав, что мамлюкская конница разгромлена, а сражение проиграно, египетские пехотинцы переправились на противоположный берег Нила, а всадники-бедуины скрылись в пустыне. Французам достались артиллерийские орудия и обоз египетского войска. Кроме того, после сражения французские солдаты ещё несколько дней активно занимались мародёрством, так как у мамлюков существовал обычай брать с собой в бой своё золото, пряча его в пояс (на многих телах египетских воинов французы находили по 200—300 золотых монет).
Наполеон говорил о потере 29 убитыми и 260 ранеными. Потери Мурада были очень тяжёлыми, турецко-египетская армия потеряла убитыми, ранеными, утонувшими или пленными 7000 воинов из мамлюкского корпуса, а также 3000 арабов, янычар, азапов и пр.
В сражении с французами погибли такие высокопоставленные мамлюкские предводители, как Айюб-бей ад-Дефтердар и ‛Абдаллах Кашиф ал-Джарф, а также множество кашифов Мухаммад-бея ал-Алфи и их мамлюков.
Мурад во главе отряда в 3000 конников бежал в Верхний Египет, где продолжил активные партизанские действия. Ибрагим вместе с группой мамлюков численностью 1200 всадников отступил в Сирию.

## Последствия
Узнав о полном поражении их легендарной конницы, мамлюки рассеялись по Египту и Сирии. Сражение у пирамид ознаменовало завершение 700-летнего правления мамлюков в Египте.
25 июля Наполеон въехал в Каир и остановился в резиденции Эльфи-бея. Мурад-бею удалось воспользоваться передышкой в боевых действиях для того, чтобы переформировать остатки своих войск в Нижнем Египте.
На месте поля битвы сейчас находятся западные пригороды Каира.